# Жигалово
Жига́лово — рабочий посёлок в России, административный центр Жигаловского района Иркутской области.

## История
Деревню Жигалово заложил Яков Жигалов, построивший на берегу реки Лена два двора в 1723 году. В селе Жигалово в 1908 году проживало 270 человек. В 1910 году в населённом пункте находилось два лесопильных завода, принадлежащих товариществу Глотовых и торговому дому братьев Богдановых. В Жигалово была одноклассная школа министерства народного образования, почтово-телеграфная контора, постоялые дворы для возчиков, почтово-пассажирская станция, фотография, две парикмахерских, сапожная мастерская, продовольственные лавки.
В 1912 году Жигалово упоминалось в требованиях рабочих Ленских золотоносных приисков в контексте места, откуда существенно проще добраться до обжитых районов, чем непосредственно с приисков.
Во время НЭПа в Жигалово открылись около 15 частных магазинов, торговые фирмы Наумовых, Кузнецова, Пикулина, Кожовой. Активизировалось строительство жилья, хотя до этого имелось всего четыре улицы.
В 1927 году была построена больница водников на 35 коек.
В 1929 году начала обслуживать читателей районная библиотека; была основана первая аптека.
В 1930 году организованы отдел народного образования и народный суд.
В 1931 году вышел первый номер газеты «За коллективизацию!», установлен первый радиоузел.
В 1932 году организована телефонная связь со Знаменкой, Грузновкой, Головновкой по воздушной линии.
В 1933 году Колчановский затон переименован в Жигаловскую судоверфь «Лензолотофлота».
В 1934 году районная газета получила название «Путь Сталина».
В 1938 году открыта Жигаловская средняя школа на 450 мест.
В 1947 году организован Жигаловский государственный лесхоз.
В 1955 году открыта Центральная районная детская библиотека.
В 1957 году открылся детский сад «Колокольчик».
В 1959 году организован Коопзверопромхоз, который занимался заготовкой даров природы.
В 1960 году построено и введено в эксплуатациюздание Комбината бытового обслуживания (КБО).
В 1962 году стал работать Жигаловский лесопункт.
В 1963 году образована Жигаловская сейсморазведочная партия.
В 1964 году открылся детский сад «Берёзка».
В 1965 году районная газета переименована в «Ленинскую правду».
В 1967 году открылась Детская музыкальная школа.
В 1976 году появилось телевидение.
В 1977 году открылся детский сад «Черёмушки».
В 1990 году открылся детский сад «Якорёк».
В 1991 году открылась детско-юношеская спортивная школа.
В 1993 году запущен асфальтовый завод.
В 1994 году открылось отделение Федерального казначейства.
В 1996 году открыт социальный приют для детей.
В 1998 году организован аптечный магазин «Панацея».
В 1999 году создана телестудия «Прошу слова».
В 2001 году районная газета получила название «Ленская новь».
В 2005 году построен и начал работу православный храм.

## География

### Климат
Климат резко континентальный.
| Показатель                                | Янв.  | Фев.  | Март  | Апр.  | Май   | Июнь  | Июль | Авг. | Сен.  | Окт.  | Нояб. | Дек.  | Год   |
| ----------------------------------------- | ----- | ----- | ----- | ----- | ----- | ----- | ---- | ---- | ----- | ----- | ----- | ----- | ----- |
| Абсолютный максимум, °C                   | −1,1  | 8,7   | 15,6  | 22,8  | 33,9  | 36,9  | 36,6 | 35,3 | 28,9  | 24,7  | 7,5   | 3,9   | 36,9  |
| Средний суточный максимум, °C             | −22,1 | −16,3 | −3,2  | 6,7   | 15,7  | 23,2  | 25,2 | 21,9 | 14,3  | 3,9   | −9,6  | −19,4 | 3,7   |
| Средняя температура, °C                   | −27,9 | −24,5 | −13,3 | −1    | 7,4   | 14,5  | 17,4 | 14,3 | 6,4   | −2,4  | −15,2 | −24,8 | −4    |
| Средний суточный минимум, °C              | −33,9 | −32   | −22,5 | −7,8  | −0,6  | 6,1   | 10,4 | 8,1  | 1,1   | −7,2  | −20,7 | −30,4 | −10,7 |
| Абсолютный минимум, °C                    | −54,4 | −51,4 | −47,4 | −33,5 | −15,6 | −11,5 | −1,5 | −2,8 | −12,9 | −33,7 | −43,3 | −53,1 | −54,4 |
| Норма осадков, мм                         | 13,8  | 8,6   | 6,7   | 10,7  | 23,7  | 52,5  | 77,8 | 73,6 | 37,2  | 17    | 17    | 18,2  | 356,6 |
| Источник: Thermo Karelia.Ru World Climate |       |       |       |       |       |       |      |      |       |       |       |       |       |

## Население
| \| 1959[3] \| 1970[4] \| 1979[5] \| 1989[6] \| 2002[7] \| 2009[8] \| 2010[9] \| \| -------- \| -------- \| -------- \| -------- \| -------- \| -------- \| -------- \| \| 5066 \| ↗5245 \| ↘4994 \| ↗5663 \| ↘5412 \| ↘5226 \| ↗5369 \| \| 2011[10] \| 2012[10] \| 2013[11] \| 2014[12] \| 2015[13] \| 2016[14] \| 2017[15] \| \| ↘5348 \| ↘5261 \| ↘5194 \| ↘5123 \| ↘5051 \| ↘5001 \| ↘4983 \| \| 2021[1] \| \| \| \| \| \| \| \| ↗5494 \| \| \| \| \| \| \| 1000 2000 3000 4000 5000 6000 2002 2013 2021 |       |       |       |       |       |       |
| 1959 | 1970  | 1979  | 1989  | 2002  | 2009  | 2010  |
| 5066 | ↗5245 | ↘4994 | ↗5663 | ↘5412 | ↘5226 | ↗5369 |
| 2011 | 2012  | 2013  | 2014  | 2015  | 2016  | 2017  |
| ↘5348 | ↘5261 | ↘5194 | ↘5123 | ↘5051 | ↘5001 | ↘4983 |
| 2021 |       |       |       |       |       |       |
| ↗5494 |       |       |       |       |       |       |

## Транспорт
Пристань в верхнем течении реки Лены.
Автодорогами соединён с Иркутском (400 км) и ближайшей железнодорожной станцией Залари (240 км).

## Палеогенетика
У образца STB001 (4804—4526 л. н.) из могильника ранней бронзы на окраине посёлка Жигалово в верхнем течении реки Лены определили Y-хромосомную гаплогруппу CT и митохондриальную гаплогруппу C4.